# John S. Kloppenborg
John S. (sergent) Kloppenborg (né le 17 juin 1951) est un professeur canadien d'études religieuses spécialisé dans la culture gréco-romaine, la culture judéenne et les origines chrétiennes, en particulier les évangiles synoptiques et la source Q. Il enseigne à l'Université de Toronto (depuis 2007). Il est élu membre du Studiorum Novi Testamenti Societas en 1990 et membre de la Société royale du Canada en 2014. En 2019-2020, il est président du Studiorum Novi Testamenti Societas. Il est également membre de The Context Group, de la Society of Biblical Literature et de la Canadian Society of Biblical Studies. Il reçoit des doctorats honorifiques de l'Université de Lethbridge (2011) et de l'Université de Pretoria (2018).

## Biographie
Kloppenborg obtient sa maîtrise (1977) et son doctorat (1984) au Université de St. Michael's College (un collège constituant de l'Université de Toronto). Il enseigne et mène des recherches à Toronto, à Windsor, au Royaume-Uni, à Helsinki, à Jérusalem, à Cambridge, à Calgary et aux États-Unis à Claremont, en Californie. Il est l'un des rédacteurs généraux de l'International Q Project.

## Recherches
John Kloppenborg étudie les origines du christianisme, les premiers documents chrétiens et l'histoire du judaïsme du Second Temple. Il fait des recherches et écrit le plus substantiellement sur la Source Q. Ce document hypothétique serait l'une des plus anciennes sources circulantes des paroles de Jésus. Il est supposé comme antérieur et connu des auteurs de l'Évangile de Matthieu, l'Évangile de Luc, et est similaire à certains égards à l'Évangile (non synoptique) de Thomas. Il travaille également beaucoup sur le problème synoptique et co-édite une importante collection en 2011 à l'occasion du centenaire de la publication des études d'Oxford de William Sanday sur le problème synoptique (1911).
Kloppenborg fait des recherches originales et écrit sur le monde social du premier mouvement de Jésus en Palestine juive, les associations cultuelles et les guildes professionnelles dans l'Empire romain oriental et la signification sociale des paraboles de Jésus. Il travaille aussi sur les lettres du Nouveau Testament, en particulier la Lettre de Jacques, et la culture du monde gréco-romain.

## Tenants in the Vineyard
Publié en 2006, le livre de Kloppenborg, The Tenants in the Vineyard: Ideology, Economics, and Agrarian Conflict in Jewish Palestine, intitulé d'après la parabole des "ouvriers dans la vigne" attribuée à Jésus par le Nouveau Testament, fournit une analyse pour le lecteur critique de la Bible de cette parabole très difficile. La citation biblique de la parabole est Marc 12: 1-12 et elle est également enregistrée dans l'Évangile apocryphe de Thomas (65). Dans son livre, Kloppenborg modélise une nouvelle approche des paraboles de Jésus. Il discute des intérêts idéologiques engagés par la parabole dans les temps modernes et au cours de l'histoire de l'Église chrétienne. Ensuite, il explique les conditions de la société dans laquelle la parabole a été initialement exposée, notamment en ce qui concerne la viticulture ancienne. Dans ses conclusions, Kloppenborg note que la parabole est ironiquement interprétée du point de vue des personnes au pouvoir plutôt que comme une parabole littéraire ou comme une parabole "anti-pouvoir", comme on peut le lire dans les textes originaux. Il montre que le montage dans la version de l'histoire de Marc va au-delà de l'idiome utile commun aux autres paraboles de Jésus. Kloppenborg comprend également un deuxième volume documentant des papyrus historiques traitant de la viticulture ancienne et des conflits agraires.

## Édition critique de Q
Publié en 2000, par James M. Robinson, Paul Hoffmann et John S. Kloppenborg, The Critical Edition of Q: Synopsis including the Gospels of Matthew and Luke, Mark and Thomas with English, German, and French Translations of Q and Thomas est un travail d'érudition révolutionnaire, quoique toujours controversé.
Contenant une longue introduction par le bibliste James M. Robinson et une préface des trois érudits éditeurs : Robinson, John S. Kloppenborg et Paul Hoffmann, ce gros volume fournit une version expurgée de ce à quoi le document Q original aurait pu ressembler s'il était écrit en grec ou en araméen. L'édition critique de Q est le produit de l'International Q Project (IQP), un programme inauguré à la Society of Biblical Literature en 1985 qui cherche à établir une édition critique accessible de la source partagée par Matthieu et Luc.

## Ouvrages
- The Sayings Gospel Q in Greek and English with Parallels from the Gospels of Mark and Thomas, Contributions to Biblical Exegesis & Theology vol. 30 avec James M. Robinson et Paul Hoffmann
- Documenta Q édité par James M. Robinson, John S. Kloppenborg et Paul Hoffmann, avec des contributions de l'International Q Project
- Christ’s Associations: Connecting and Belonging in the Ancient City (Yale University Press, 2019)
- Luke on Jesus, Paul, and Earliest Christianity: What Did He Really Know? avec Joseph Verheyden (Louvain: Peeters, 2017)
- The Jesus tradition in the Catholic Epistles avec Alicia Batten (Bloomsbury Academic, 2014)
- Synoptic Problems: Collected Essays (Tübingen: Mohr Siebeck, 2014)
- Associations in the Greco-Roman World: A Sourcebook (avec Richard S. Ascough et Philip A. Harland ) (Baylor University Press, 2012)
- Attica, Central Greece  Macedonia, Thrace. Vol. 1 of Greco-Roman Associations: Texts, Translations, and Commentary  (avec Richard S. Ascough ) (Walter de Gruyter, 2011)
- Q: The Earliest Gospel  (Westminster/John Knox, 2008)
- The Tenants in the Vineyard: Ideology, Economics, and Agrarian Conflict in Jewish Palestine (Tübingen: Mohr Siebeck, 2006)
- Apocalypticism, Antisemitism and the Historical Jesus: Subtexts in Criticism Journal for the Study of the New Testament, Supplement Series, vol. 275 avec John W. Marshall (2005)
- Excavating Q: The History and Setting of the Sayings Gospel (Minneapolis: Fortress Press, 2000)
- The Critical Edition of Q avec James M. Robinson et Paul Hoffmann (Hermeneia; Minneapolis: Fortress; Leuven: Peeters, 2000)
- Voluntary Associations in the Graeco-Roman World avec Stephen Wilson (1996)
- Conflict and invention (Valley Forge, Pennsylvanie : Trinity Press Int'l, 1995)
- The Shape of Q: Signal Essays on the Sayings Gospel (Minneapolis: Fortress, 1994)
- Scriptures and Cultural Conversations: Essays for Heinz Guenther  (1992)
- Early Christianity, Q and Jesus Ed. avec Leif E. Vaage Pp. 265 (1991)
- Q-Thomas Reader (1988) avec Michael G. Steinhauser, Stephen Patterson et Marvin W. Meyer
- Q Parallels: Synopsis, Critical Notes & Concordance (1988)
- The Formation of Q: Trajectories in Ancient Wisdom Collections (Minneapolis, 1987)